# البريد التركي
بي تي تي ، اختصار لـدائرة البريد والتلغراف الوطنية في تركيا. سابقًا، تم تسمية المنظمة باسم بوستا تليغراف تليفون تركيا. بعد خصخصة أعمال خدمات الاتصالات الهاتفية، تمت إعادة تسمية المديرية، مع الاحتفاظ باختصارها. يقع مقرها الرئيسي في أنقرة، والمعروف باسم البريد التركي دوليا.

## روابط خارجية
- Ptt قسم العلاقات الدولية (اللغة التركية)
- POST TURKISH POST (Ptt) من المدونة "بريد بريد إيركان 2"
- مكاتب PTT